# Terrerola de capell rogenc
La terrerola de capell rogenc (Calandrella cinerea) és una espècie d'ocell de la família dels alàudids (Alaudidae).

## Hàbitat i distribució
Habita zones àrides amb herba o roques del nord de Nigèria i des del sud-oest, sud i nord-est de la República Democràtica del Congo, Uganda, oest de Kenya, oest de Tanzània, Malawi i oest de Moçambic, cap al sud fins al sud de Sud-àfrica.